# Thorpe Constantine
Thorpe Constantine – wieś w Anglii, w hrabstwie Staffordshire, w dystrykcie Lichfield. Leży 37 km na południowy wschód od miasta Stafford i 165 km na północny zachód od Londynu.